# Oxychloe
Oxychloe, biljni rod iz porodice sitovki, dio reda travolike. 
To su trajnice ili polugrmovi sa 5 priznatih vrst u andskom području Južne Amerike, od Perua na sjeveru na jug do sjevernog Čilea i Argentine.

## Vrste
1. Oxychloe andina Phil.
2. Oxychloe bisexualis Kuntze
3. Oxychloe castellanosii Barros
4. Oxychloe haumaniana (Barros) Barros
5. Oxychloe mendocina Barros